# أولاد رابح (صباح)
أولاد رابح هي إحدى مشيخات المملكة المغربية، تتبع جغرافيا لعمالة الصخيرات تمارة وإداريًا لصباح. يقدر عدد سكانها بـ 456 نسمة حسب الإحصاء الرسمي للسكان والسكنى لسنة 2004.